# Keaweaweʻulaokalani (1842)
Titre
Prince héritier d'Hawaï
14 janvier – 1er février 1842
(18 jours)
Keaweaweulaokalani, né le 14 janvier 1842 à Honolulu (Hawaï) où il est mort le 1er février suivant, est un prince royal hawaïen, second et dernier fils du roi Kamehameha III et de la reine Kalama.   

## Biographie
Keaweaweʻulaokalani, nommé à sa naissance Keaweaweʻulaokalani II, est le deuxième fils du roi Kamehameha III et de son épouse la reine Kalama. Le petit garçon porte le prénom homonyme de son frère aîné, Keaweaweʻulaokalani, mort-né en 1839.
Le roi a promis qu'il serait envoyé à l'école des enfants des nobles une fois qu'il serait sevré et qu'il pourrait marcher. Mais l'enfant a rapidement développé une fièvre et est décédé 18 jours après sa naissance. Le docteur Baldwin de Lahaina est alors convaincu que l'enfant a été tué par un traitement médical traditionnel.